# Lumsk
Lumsk (norwegisch / dänisch für „hinterlistig“) ist eine norwegische Folk-Metal-Band aus Trondheim. Sie kombiniert traditionelle norwegische Folklore mit Rock und Metal.

## Geschichte
Das Debütalbum Åsmund Frægdegjevar ist im August 2003 bei Tabu Recordings erschienen. Die Reaktion der Medien war überwiegend positiv und so ist das Album bald auch in anderen Ländern wie beispielsweise USA/Kanada/Mexiko (Candlelight Records), Russland (Fono) und Brasilien (Haunted Music) lizenziert worden. Die Band hat seitdem auf großen Festivals wie dem Sweden Rock Festival und dem The Inferno Festival gespielt.
Im Jahr 2005 folgte das Album Troll. Die Produktion war aufwändig, so waren neben der siebenköpfigen Besetzung noch weitere Gastmusiker involviert, darunter ein Streichquartett, Andreas Elvenes (The 3rd and the Mortal) als Sänger, Bläser aus der Trondheimer Jazz-Szene etc. Das Album erreichte Platz 18 der norwegischen Top-40-Albumcharts.
Einen ähnlich großen Aufwand betrieb Lumsk beim Einspielen des Ende Februar 2007 erschienenen Nachfolgers Det vilde kor, hier wurde zusätzlich noch mit einem Chor gearbeitet (Titel Skærgaardsø).
Die Liedtexte der Alben sind allesamt in norwegischer Sprache. Die Texte stammen nicht von der Band selbst, sondern von angesehenen Literaten (beispielsweise Birger Sivertsen und seiner Ehefrau Kristin, Knut Hamsun etc.). Inhaltlich sind darin unter anderem norwegische Mythen, Sagen und Legenden sowie Naturerlebnisse verarbeitet.

## Diskografie

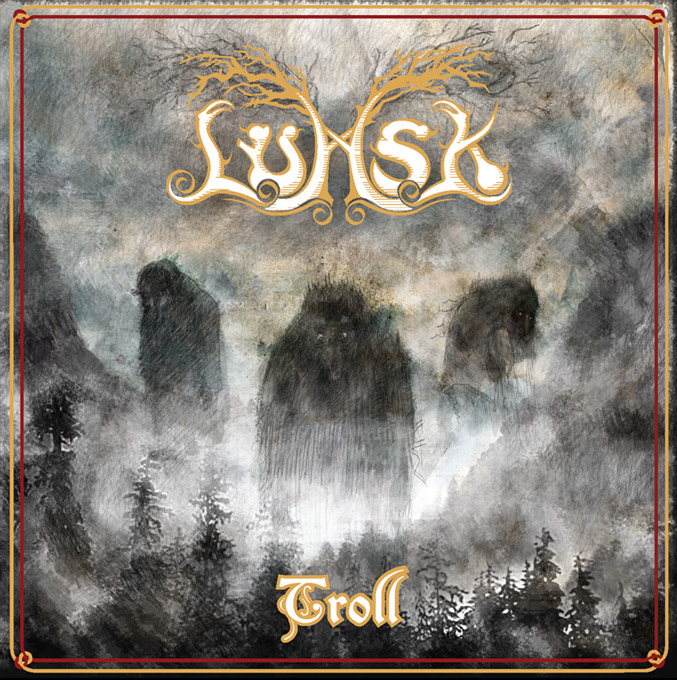
Cover des Albums Troll

- 2003: Åsmund Frægdegjevar (Album)
- 2005: Troll (Album)
- 2005: Nidvisa (Single)
- 2007: Det vilde kor (Album)